# 马克·施莱赛尔
马克·施莱赛尔（1957年11月24日—），美国生物医学研究者，约翰斯·霍普金斯大学医学院医学博士毕业，2014年起担任密西根大學校长。2022年，密西根大學在收到投诉并进行调查后，以“多年来一直用校内电邮以不符合大学尊严和声誉的方式与某下属通信”为由将其解聘。

## 生平
施莱赛尔出生于纽约布鲁克林的传统犹太家庭。1986年在约翰斯·霍普金斯大学医学院获得生理化学医学博士学位，1991年起在约翰斯·霍普金斯大学医学院担任教职，1999年在加州大学伯克利分校分子与细胞生物学系获聘副教授，2002年升为正教授。
2011年，施莱赛尔获聘为布朗大学第11任教务长，2014年获聘为密西根大學第14任校长。施莱赛尔的首轮校长任期为5年，基本工资为75万美元。2017年，施莱赛尔在全校推行“Go Blue Guarantee”计划，为家庭收入不超过65,000美元的州内本科生提供4年的免费学费。2018年，施莱赛尔的校长合同获得续聘，第二轮任期为2019年—2024年，基本工资提高至85万美元。
2021年，密西根校方接到匿名投诉，一名雇员声称其遭到施莱赛尔校内电邮的调情式的性骚扰。12月8日，密西根校方联系律所展开调查。2022年1月15日，密西根校方公开了长达118页的电邮通讯内容，校董于当天投票罢免施莱赛尔的校长职位，声明其行为与“与提高密歇根大学的尊严和声誉相悖”，由第13任校长玛丽·苏·科尔曼暂代。5月，施莱赛尔对该事件发布道歉信，承认“与大学员工建立亲密的个人关系”，并表示双方关系是“完全是自愿的、从来没有身体接触过”，施莱赛尔的终身教职得到保留。
2023年秋，施莱赛尔重返密歇根大学教课。